# Sempre al teu costat, Hachiko
Sempre al teu costat, Hachiko (títol original en anglès, Hachi: A Dog's Tale) és una pel·lícula dramàtica estatunidenca del 2009 basada en la història real del gos japonès Hachiko. És un remake de la pel·lícula japonesa del 1987 Hachiko Monogatari. La pel·lícula és dirigida per Lasse Hallström, escrita per Stephen P. Lindsey i protagonitzada per Richard Gere, Joan Allen i Sarah Roemer. Està doblada al català.

## Repartiment
- Richard Gere: Parker Wilson
- Joan Allen: Cate Wilson
- Cary-Hiroyuki Tagawa: Ken Fujiyoshi
- Sarah Roemer: Andy Wilson
- Jason Alexander: Carl Boilins
- Erick Avari: Jasjeet
- Davenia McFadden: Mary Anne
- Kevin DeCoste: Ronnie
- Tora Hallström: Heather
- Robbie Sublett: Michael